# Stagione di college football 1888
La Stagione di college football 1888 fu la ventesima stagione di college football negli Stati Uniti. 
La diffusione dello sport attraverso la nazione, continuò portando in campo per la prima volta tredici scuole, tra cui Wake Forest, Virginia, Southern California, North Carolina, Miami (OH), Maryland, Duke.
Il 19 gennaio 1889 la Amateur Athletic Union organizzò un evento sportivo indoor presso il vecchio Madison Square Garden, che comprendeva una gara di lacrosse tra la Rutgers e lo Staten Island Athletic Club, ed una gara di football tra la Rutgers e Pennsylvania, vinta da questi ultimi con il punteggio di 10-0. La gara, pur con il regolamento modificato (si giocarono due tempi da 20 minuti) si può considerare la prima gara indoor di football americano collegiale
Secondo l'Official NCAA Division I Football Records Book, Yale ufficialmente allenata da Walter Camp, chiuse imbattuta 13-0 e vinse sia il titolo IFA che il titolo di campione nazionale di quella stagione.
La Northern Intercollegiate Football Association vide la vittoria finale condivisa dal M.I.T. di Boston e dal Dartmouth College.

## Conference e vincitori
| Conference                                    | Scuola            | Conf. V-S-P | Totale V-S-P |
| --------------------------------------------- | ----------------- | ----------- | ------------ |
| Intercollegiate Football Association          | Yale              | 6 - 0       | 13 - 0       |
| Northern Intercollegiate Football Association | M.I.T.            | 2 - 1       | 4 - 4        |
| Northern Intercollegiate Football Association | Dartmouth College | 3 - 0       | 3 - 4        |

## College esordienti
- Wake Forest Demon Deacons football
- Virginia Cavaliers football
- USC Trojans football
- North Carolina Tar Heels football
- Miami RedHawks football
- Maryland Terrapins football
- Duke Blue Devils football